# Flammen (Schreker)

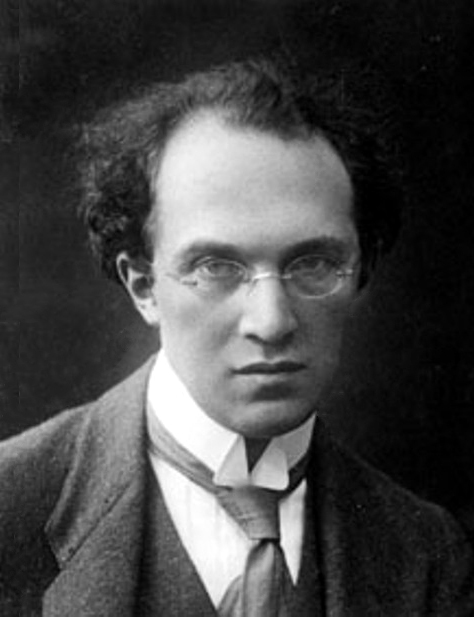
Franz Schreker 1912

Flammen (Flammor) är en opera i en akt med musik av Franz Schreker och libretto av Dora Leen, pseudonym för Dora Pollak (född 1880, död i Auschwitz 1942).

## Historia
Dora Pollaks father, den välkände läkaren Siegmund Pollak, var husläkare till Ferdinand von Saar, en betydande österrikisk litterär person samt även Schrekers vän och mentor i Wien. Det var von Saar som arrangerade mötet mellan librettist och kompositör. Schreker påbörjade verket i augusti 1901 och slutförde det före april 1902.

## Uppförandehistorik
Operan spelades första gången i ett konsertant framförande med pianoackompanjemang den 24 april 1902 i Bösendorfer-Saal i Wien. Schreker hade låtit kopiera librettot och klaverutdraget för att främja verkets framförande men mötte lite intresse från de dirigenter och operahus han kontaktade. Den kompletta operan förblev opublicerad under Schrekers levnad. Han lyckades dock få två enskilda musiknummer publicerade av Universal Edition 1922: "Gebet der Agnes" (Agnes bön) (från scen 11) och "Gesang der Irmgard" (Irmgards sång) (från scen 17), båda för sopran och orkester.
2 juni 1985 ägde operan första iscensättning rum på Pianopianissimo Musiktheater i München under ledning av dirigenten Frank Strobel med orkestreringen arrangerad för en instrumentkvintett. Det första framförandet med hela originalorkestreringen ägde rum på Opernhaus Kiel 17 juni 2001 dirigerad av Markus Bothe. Den föreställningen använde sig av orkestermaterial iordningssatt av Franz Schreker-sällskapet i Paris. Kiels filharmoniska orkester och kör dirigerades av Ulrich Windfuhr med Manuela Uhl, Jörg Sabrowski och Robert Chafin i de ledande rollerna.
I augusti 2022 iscensattes en ny uppsättning i Litauen av Opera Accelerator company, regisserad av Karina Novikova och dirigerad av Martynas Stakionis.

## Personer
| Roller               | Röstläge  |
| -------------------- | --------- |
| Prinsen              | baryton   |
| Irmgard, hans hustru | sopran    |
| Agnes, hans syster   | sopran    |
| Trubaduren           | tenor     |
| Margot, en änkefru   | kontraalt |
| En riddare           | bas       |

## Handling
Plats: Prinsens slott.
Tid: Slutet av Första korståget.
När prinsen for till det Heliga landet på det Första korståget för tre år sedan slöt han ett förbund med Gud. Hans sista ord var att ifall hans hustru skulle förälska sig i en annan man under hans bortavaro skulle hennes välkomstkyss vid hans återkomst döda honom. Irmgard förfäras över hans misstro över hennes trohet. Varje dag påminner prinsens syster Agnes och änkefrun Margot Irmgard om förbundet. Detta leder till en inre konflikt vilket blir kritiskt när en kringresande trubadur, som stannar på slottet som gäst, sjunger om passion och kärlek som allomfattande krafter och väcker amorösa känslor i Irmgard.
En hornsignal signalerar prinsens förestående återkomst och Irmgard beordrar tjänarna att förbereda en välkomstfest. Agnes, som har noterat vad som har hänt mellan Irmgard och trubaduren, ber för broderns liv. Slutligen beordrar Irmgard, dragen mellan kärlek och trohet, trubaduren att ge sig av.
När korsfararna anförda av prinsen återvänder försöker prinsen kyssa sin hustru. Hon undviker kyssen genom att säga att hon först måste dricka hans skål. Hon kollapsar (drycken var förgiftad) men vägrar fortfarande kyssa honom. Hon avslöjar därpå för prinsen hur olyckligt hans emotionella utpressning har gjort henne och förklarar att endast hennes självmord kan nu rädda hans liv, anspelande på hennes kärlek till trubaduren. Hon dör och prinsen återfår sitt lugn och beger sig in i slottet med fasta steg.